# SN 2001jq
SN 2001jq – supernowa odkryta 9 grudnia 2001 roku w galaktyce A084711+4427. W momencie odkrycia miała maksymalną jasność 23,40m.